# Polysorbat 20
Polysorbat 20  ist  eine organische Verbindung aus der Gruppe der Polysorbate und eine grenzflächenaktive Substanz, die  als Emulgator und Netzmittel in Lebensmitteln, Reinigungsmitteln sowie im pharmazeutischen und biochemischen Bereich verwendet wird.

## Eigenschaften
Polysorbat-20 ist ein nichtionisches Tensid und weist einen HLB-Wert von 16,7 auf. Es ist daher zur Herstellung von Öl-in-Wasser-Emulsionen geeignet. Polysorbat 20 ist stabil gegenüber Elektrolyten sowie schwachen Säuren und Basen. Einige Antibiotika und Konservierungsmittel können in ihrer Wirkung gehemmt werden. Durch die Einwirkung von Luftsauerstoff kommt es zur Autoxidation des Stoffes. Dabei werden zunächst Peroxide gebildet, die zu Aldehyden, Carbonsäuren und weiteren noch nicht bestimmbaren Abbauprodukten reagieren (Stand 1993).

## Verwendung
In der Lebensmittelindustrie wird Polysorbat 20 als EU-Lebensmittelzusatzstoff mit der Nummer E 432 zur Emulgierung, zur Lösungsvermittlung und zur Stabilisierung von Schäumen eingesetzt. Es wird in Backfetten, Speiseeis, Kuchen, Keksen, Blätterteiggebäck, Soßen und Suppen, Kaugummi sowie Milch- und Sahneersatzprodukten aus pflanzlichen Rohstoffen verwendet. In Lutschpastillen dient es als Benetzungsmittel, um das Mundgefühl und die Freisetzung der Aromastoffe zu beeinflussen.
Polysorbate werden auch in Futtermitteln, Kosmetika und Arzneimitteln eingesetzt und sind ein Bestandteil der Papierbeschichtung für Offset-Papiere.
In der Biochemie wird Polysorbat 20 verwendet:
- zur Solubilisierung von Membranproteinen,
- zur Lyse von Zellen,
- als Detergens in Immunassays im TBS-T-Puffer zur Minderung unspezifischer Bindung.

## Herstellung
Bei der Umsetzung von Sorbitol und seiner Anhydride (Sorbitan) mit Ethylenoxid und anschließender Veresterung mit Laurinsäure entsteht Polysorbat mit einem Polymerisationsgrad von insgesamt 20.